# سورن سارگسیان
سورن آرتاشسی سارگسیان (ارمنی: Սուրեն Արտաշեսի Սարգսյան؛  زادهٔ ۳۱ اکتبر ۱۹۲۴ - درگذشته ۲۰۰۹) فرد نظامی، اهل ارمنستان بود.

## زندگی‌نامه
وی در ۳۱ اکتبر ۱۹۲۴ در ووسکواز به دنیا آمد و دانشگاه پلی‌تکنیک ارمنستان فارغ‌التحصیل گشت. همچنین برندهٔ جوایزی همچون قهرمان اتحاد شوروی (۱۹۴۵)، نشان لنین (۱۹۴۵)، نشان پرچم سرخ (۱۹۴۵)، نشان جنگ میهنی درجه یک (۱۹۸۵)، نشان پرچم سرخ کار (۱۹۷۱)، نشان ستاره سرخ (۱۹۴۴)، مدال شجاعت (۱۹۴۴)، نشان برجسته افتخار (۱۹۶۶)، نشان شایستگی نبرد، مدال به مناسبت یکصدمین سالگرد تولد ولادیمیر ایلیچ لنین، مدال به خاطر پیروزی مقابل آلمان در جنگ بزرگ میهنی (۱۹۴۵–۱۹۴۱)، مدال بیستمین سال پیروزی در جنگ بزرگ میهنی (۱۹۴۵–۱۹۴۱)، مدال سی‌امین سال پیروزی در جنگ بزرگ میهنی (۱۹۴۵–۱۹۴۱)، مدال چهلمین سال پیروزی در جنگ بزرگ میهنی (۱۹۴۵–۱۹۴۱)، مدال پنجاهمین سال پیروزی در جنگ بزرگ میهنی (۱۹۴۵–۱۹۴۱)، مدال ژوکوف و نشان پیش‌کسوت کار شده است. وی در ۲۰۰۹ در سن ۸۵ سالگی در ایروان درگذشت و در ووسکواز به خاک سپرده شد.